# 張宏 (清朝知縣)
張宏，號亦袁，上海人，清朝官員。

## 生平
張宏於1708年（康熙47年）接替孫元衡，於台灣擔任台灣府台灣縣知縣。管轄約今台灣南部之嘉義縣、嘉義市、台南市全境及高雄市部份區域。該區域面積約為4500平方公里，也是清治時期台灣島之漢人集中地所在。
其任內捐俸興建臺灣縣城隍廟。